# Río Iguapa
Río Iguapa es una localidad del estado mexicano de Guerrero. Es parte del municipio de San Luis Acatlán.

## Toponimia
El nombre «Iguapa» proviene de los términos en náhuatl: ihualli, mensajero; apan, río. Su significado es «río de los mensajeros».

## Demografía
| Gráfica de evolución demográfica |
|                                  |

| Censo | Población |
| ----- | --------- |
| 1930  | 279       |
| 1940  | 281       |
| 1950  | 318       |
| 1960  | 335       |
| 1970  | 472       |
| 1980  | 655       |
| 1990  | 512       |
| 2000  | 603       |
| 2010  | 802       |
| 2020  | 1 085     |